# Stanisław Flank
Stanisław Flank (ur. 14 grudnia 1897 w Piaskach Wielkich, zm. po 1937) – polski działacz niepodległościowy, urzędnik.

## Życiorys
Urodził się 14 grudnia 1897 w Piaskach Wielkich, w ówczesnym powiecie wielickim Królestwa Galicji i Lodomerii, w rodzinie Franciszka i Franciszki z Chachlowskich. Absolwent III Gimnazjum w Krakowie, student. 
10 sierpnia 1914 wstąpił do oddziałów strzeleckich. 10 września 1914 został przydzielony do 3. kompanii II baonu 1 pułku piechoty Legionów Polskich. Później służył jako sekcyjny w tejże kompanii i baonie w składzie 5 pułku piechoty. Pozostawał w polu do 23 maja 1916. 9 kwietnia 1917 odnotowany w Domu Rekonwalescentów w Kamieńsku i przedstawiony do odznaczenia austriackim Krzyżem Wojskowym Karola. 13 października 1917 superarbitrowany w Krakowie, uznany za zdolnego do służby pomocniczej.
W czasie wojny z bolszewikami walczył w szeregach 201 pułku piechoty, w stopniu podchorążego.
21 maja 1921 w Dzienniku Personalnym Ministerstwa Spraw Wojskowych ogłoszono awizo o treści „z aresztu załogowego w Częstochowie zbiegł w dniu 11 kwietnia 1921 rzekomy podchor. Flank Stanisław (...) obwiniony o cały szereg przestępstw”.
Mieszkał w Kielcach przy ul. Chęcińskiego 6.
Po II wojnie światowej był jednym z założycieli pierwszego strzelińskiego klubu piłkarskiego K.S. OM TUR i pierwszym powojennym burmistrzem Strzelina.

## Ordery i odznaczenia
- Krzyż Niepodległości – 8 listopada 1937 „za pracę w dziele odzyskania niepodległości”[5][3][6]

Był przedstawiony do odznaczenia Orderem Virtuti Militari.